# Stade Félix-Capriles
 (mai 2025).
Si vous disposez d'ouvrages ou d'articles de référence ou si vous connaissez des sites web de qualité traitant du thème abordé ici, merci de compléter l'article en donnant les références utiles à sa vérifiabilité et en les liant à la section « Notes et références ».
L'Estadio Sudamericano Félix Capriles (français : stade sud-américain Félix-Capriles) est un stade omnisports situé dans la ville de Cochabamba en Bolivie. Sa capacité réelle est de 27 588 spectateurs et elle peut être portée jusqu'à 32 000 personnes.

## Compétitions sportives
L'activité principale du stade Félix-Capriles est le football et il sert d'enceinte aux deux clubs de la ville : l'Aurora Cochabamba et le Jorge Wilstermann Cochabamba. Le stade accueille également des matchs de la Copa América 1963 et de la Copa América 1997.